# Henry Highland Garnet
Pour les articles homonymes, voir Garnet.
Henry Highland Garnet, né le 23 décembre 1815 à New Market dans le comté de Kent dans l'État du Maryland et mort le 13 février 1882 à Monrovia du paludisme, est un abolitionniste et orateur afro-américain,,,,.